# Fufez, Sălaj
Fufez este un sat în comuna Halmășd din județul Sălaj, Transilvania, România.

 Acest articol despre o localitate din județul Sălaj este deocamdată un ciot. Puteți ajuta Wikipedia prin completarea lui.